# Institut for Informationsstudier
Institut for Informationsstudier (INF; tidligere Det Informationsvidenskabelige Akademi, IVA) er et institut under Det Humanistiske Fakultet på Københavns Universitet, der varetager forskning og uddannelse inden for informationsvidenskab og kulturformidling.
INF var, indtil det 1. april 2013 fusionerede med Københavns Universitet, en selvstændig dansk videregående uddannelsesinstitution under Ministeriet for Forskning, Innovation og Videregående Uddannelser. INF er lokaliseret i København. Der er 450 studerende, og instituttet har i alt 58 ansatte og et samlet budget på 80 mio. kr. INF er et aktivt medlem af iSchools, som er en række akademiske programmer, der har forpligtet sig til at forstå betydningen af information i naturen og menneskets bestræbelser.
Aalborg-afdelingen lukkede i sommeren 2018.
Institut for Informationsstudier blev i 2019 fusioneret med Institut for Medier, Erkendelse og Formidling under navnet Institut for Kommunikation.

## Historie
Instituttet blev under navnet Danmarks Biblioteksskole, DB, oprindelig oprettet i 1956 som afløser for Statens Biblioteksskole, der var blevet oprettet i 1918. I 1973 oprettedes skolens afdeling i Aalborg. Indtil 1969 uddannede DB udelukkende bibliotekarer til folkebibliotekerne (sektion I). Fra 1969 udvidede DB sin undervisning med en linje rettet imod forskningsbiblioteker (sektion II). I 1985 blev de to linjer slået sammen til fællesuddannelsen. I 1998 fik skolen universitetsstatus, og i 2001 blev de to første professorer udnævnt. I 2004 forsvaredes den første ph.d. i biblioteks- og informationsvidenskab – og i 2006 den første doktorgrad.
Navnet Danmarks Biblioteksskole ændredes i maj 2010 til Det Informationsvidenskabelige Akademi som følge af, at IVA også har andre aktiviteter end bibliotekaruddannelsen. 1. december 2017 ændredes navnet igen, denne gang til "Institut for Informationsstudier", for blandt andet at assimilere med resten af Københavns Universitets afdelinger. Samtidig flyttede instituttet til Københavns Universitets Søndre Campus og Aalborg-afdelingen lukkede i sommeren 2018.

### Ledere gennem tiden
- Preben Kirkegaard (rektor 1956-1983). Varetog i mange år præsidentposten i International Federation of Library Associations, IFLA), i hvilken periode Viggo Bredsdorff var konstitueret rektor).[5]
- Ole Harbo (rektor 1983-1998).
- Leif Lørring (rektor 1998-2007)[6]
- Lars Qvortrup (rektor april-december 2007)[7]
- Per Hasle (rektor september 2008-marts 2013)[8][9]
- Per Hasle (Institutleder 2013 - 2017)
- Jens-Erik Mai (Institutleder 2017-)[10]

## Uddannelser
Skolen uddanner bachelorer, bibliotekar D.B.er, kandidater og ph.d.er – og udbyder endvidere en række diplom- og masteruddannelser samt efteruddannelseskurser.
I 2008 blev den tre-årige bacheloruddannelsen i informationsvidenskab og kulturformidling revideret, og fokus ligger nu på videndesign og vidensmedier. De studerende undervises blandt andet i medieteori, vidensformer, vidensorganisation, informationsarkitektur, informationssøgning, formidling, kultur, kommunikation, læring, videnstyring og brugeradfærd. Som studerende er det endvidere muligt at tone sin uddannelse inden for forskellige retninger, fx medier, kultur og informationsarkitektur.
Den to-årige kandidatuddannelse i informationsvidenskab og kulturformidling blev ligeledes revideret i 2008 med nye muligheder for valg af konstituerende og frie moduler. De konstituerende moduler tager afsæt i skolens tre forskningsprogrammer mens de frie moduler i højere grad udbydes i relation til specifikke forskningsfelter og har karakter af videnskabeligt værksted. Det er også muligt at tone sin uddannelse på kandidatuddannelsen – evt. videreføre sin toning fra bachelorstudiet – med henblik på en efterfølgende forskerkarriere eller karriere inden for organisationer i det private eller offentlige. Der undervises bl.a. i informationsvidenskabens teorier og metoder, informationsarkitektur, kommunikation i organisationer, informationsadfærd og systemdesign i organisationer, videnstyring, praksisforskning og videnskabelse, sprogvidenskab samt interaktionsdesign og evaluering.

## Forskning
Forskningen på Det Informationsvidenskabelige Akademi er organiseret i seks forskningsstrategiske satsningsområder:

### Innovation ved biblioteker
Forskningen i Innovation ved biblioteker fokuserer på samspillet mellem de organisationsinterne og organisationseksterne processer, strukturer og funktioner og samspillets betydning for organisationsudviklingen.

### Forskningsanalyse
Satsningsområdet Forskningsanalyse vedrører analyse, måling og evaluering i relation til kunstnerisk, humanistisk, samfundsvidenskabelig og naturvidenskabelig forskning.

### Informationssystemer og interaktionsdesign
Satsningsområdet Informationssystemer og interaktionsdesign fokuserer på systemudvikling og vedrører de aktiviteter, processer og oplevelser, der sker i interaktionen mellem brugere (individ/gruppe), information og et givent informationssystem i en given kontekst – det være sig digital eller fysisk, offentlig eller privat.

### Informationskompetence
Satsningsområdet Informationskompetence skal forstås bredt som en samlebetegnelse for de aktiviteter, processer og konkrete kompetencer, der indgår i og påvirker individers og gruppers vidensorganisering, informationssøgning og læring – i en hverdags-, studie- eller arbejdsrelateret sammenhæng.

### Kulturformidling
Kulturformidling er en samlebetegnelse, som i sin bredeste betydning fokuserer på forskning inden for kulturinstitutionernes organisering og virke såvel som deres politiske vilkår, f.eks. på den ene side en forskydning hen imod et stigende ABM-samarbejde og, på den anden side, kultur og kulturarv som udtryk for identitets- og værdipolitiske spørgsmål.

### Videns- og Informationsteori
Viden og information er begreber, der er konstituerende både for biblioteks- og informationsvidenskaben specielt og for det senmoderne samfund generelt (undertiden også kaldet netop informationssamfundet eller videnssamfundet). Dette satsningsområde forsøger at afdække hvad der accepteres og betegnes rent faktisk som information og hvad der accepteres og betegnes som viden i forskellige virkelighedsområder.

## Samarbejdsaftaler med andre universiteter og højere læreanstalter
- Det Informationsvidenskabelige Akademi, IVA underskrev i 2008 en samarbejdsaftale med Institut for Kommunikation på Aalborg Universitet. [11] [12]

- Det Informationsvidenskabelige Akademi, IVA underskrev en samarbejdsaftale med Det Samfundsvidenskabelige Fakultet på Aalborg Universitet. [11] [13]

- Det Informationsvidenskabelige Akademi, IVA underskrev i 2009 en samarbejdsaftale med Institut for Nordiske Studier og Sprogvidenskab på Københavns Universitet. [11] [14]

- Det Informationsvidenskabelige Akademi, IVA underskrev i 2009 en samarbejdsaftale med School of Information Management på Universitet i Wuhan i Kina. [11] [15]